# La Vie et la Passion de Jésus-Christ
Ne doit pas être confondu avec la seconde version du film, Vie et Passion de notre seigneur Jésus-Christ, sortie en 1907.
Pour plus de détails, voir Fiche technique et Distribution.
La Vie et la Passion de Jésus-Christ est un film muet français produit et réalisé entre 1902 et 1903 et sorti en France en 1903. C'est un des premiers longs métrages de l'histoire du cinéma et probablement le premier à avoir été « colorisé ». Il est constitué de trente deux tableaux introduits par des intertitres.
Le film est produit par Pathé Frères. La mise en scène en est confiée à Lucien Nonguet, initialement placé sous la direction de Ferdinand Zecca. Ce dernier ayant proposé à Charles Pathé de produire lui-même ses films et Pathé ayant refusé, Zecca part travailler pour Gaumont en 1903 et Nonguet termine seul la mise en scène du film,,. Initialement composé de dix-huit tableaux, le film est, compte tenu de son succès, porté à trente deux tableaux.
Une seconde version du film sera tournée par Ferdinand Zecca et Segundo de Chomón en 1907.

## Liste des tableaux
Les différents tableaux étaient vendus ensemble ou séparément, en noir et blanc ou en couleur, l'agencement final étant laissé au choix de l'exploitant,. Des versions réduites à 12 ou 20 tableaux étaient également proposées.
| No d'ordre | Titre                                 | Année | No de catalogue | Longueur | Réduction, |
| ---------- | ------------------------------------- | ----- | --------------- | -------- | ---------- |
| 1          | L'Annonciation                        | 1902  | 871             | 15 m     |            |
| 2          | L'Étoile mystérieuse                  | 1903  | 945             | 40 m     |            |
| 3          | L'adoration des Mages                 | 1902  | 851             | 40 m     | 12, 20     |
| 4          | La Fuite en Égypte                    | 1902  | 852             | 25 m     |            |
| 5          | Jésus parmi les docteurs              | 1903  | 939             | 20 m     |            |
| 6          | La Sainte Famille                     | 1902  | 872             | 20 m     |            |
| 7          | Les Noces de Cana                     | 1903  | 946             | 25 m     |            |
| 8          | Jésus et la samaritaine               | 1903  | 940             | 25 m     |            |
| 9          | La Pêche miraculeuse                  | 1903  | 947             | 40 m     |            |
| 10         | La Multiplication des pains           | 1903  | 948             | 30 m     |            |
| 11         | Jésus marchant sur les eaux           | 1903  | 949             | ?        |            |
| 12         | La Transfiguration du Christ          | 1903  | 950             | 20 m     |            |
| 13         | La Résurrection de Lazare             | 1902  | 854             | 40 m     |            |
| 14         | L'Entrée à Jérusalem                  | 1902  | 855             | 20 m     | 12, 20     |
| 15         | Jésus chassant les vendeurs du temple | 1902  | 853             | 20 m     | 12         |
| 16         | La Cène                               | 1902  | 856             | 25 m     | 12, 20     |
| 17         | Jésus au jardin des oliviers          | 1902  | 857             | 25 m     | 12         |
| 18         | Le Baiser de Judas - L'Arrestation    | 1902  | 858             | 20 m     | 12, 20     |
| 19         | Jésus devant Pilate                   | 1902  | 859             | 30 m     | 12         |
| 20         | La Flagellation                       | 1902  | 860             | 15 m     | 12         |
| 21         | Le Couronnement d'épines              | 1903  | 952             | 15 m     | 12, 20     |
| 22         | Jésus est présenté au peuple          | 1903  | 944             | 35 m     | 12         |
| 23         | Jésus succombe sous sa croix          | 1902  | 861             | 20 m     | 12         |
| 24         | Le Miracle de Sainte Véronique        | 1903  | 953             | 20 m     | 12, 20     |
| 25         | Le Crucifiement                       | 1902  | 862             | 20 m     | 12, 20     |
| 26         | La Mort du Christ                     | 1902  | 863             | 15 m     | 12, 20     |
| 27         | La Descente de la Croix               | 1902  | 864             | 20 m     | 12, 20     |
| 28         | La Mise au tombeau                    | 1902  | 865             | 25 m     | 12, 20     |
| 29         | La Résurrection                       | 1902  | 866             | 15 m     | 12         |
| 30         | L'Ange et les Saintes femmes          | 1903  | 942             | 15 m     | 12         |
| 31         | L'Ascension                           | 1903  | 954             | 30 m     | 12, 20     |
| 32         | Apothéose                             | 1903  | 941             | 15 m     | 12, 20     |

## Une représentation inspirée par Gustave Doré
Le film est décrit comme suit dans le catalogue de Pathé : 

« Les exploitants n'ignorent pas la portée qu'a ce genre de spectacle sur les foules. C'est un spectacle toujours nouveau qui a l'avantage de toucher même les plus profanes. La série que nous présentons aujourd'hui et qui ne comporte pas moins de 32 tableaux, se recommande par les soins que nous avons apportés à la mise en scène appuyée sur des documents absolument authentiques. »

En réalité, comme le soulignent Alain Boillat et Valentine Robert, « ce film se distingue avant tout par une démarche consistant à puiser dans une source iconographique privilégiée : la bible illustrée de Gustave Doré ».

Représentation des Noces de Cana
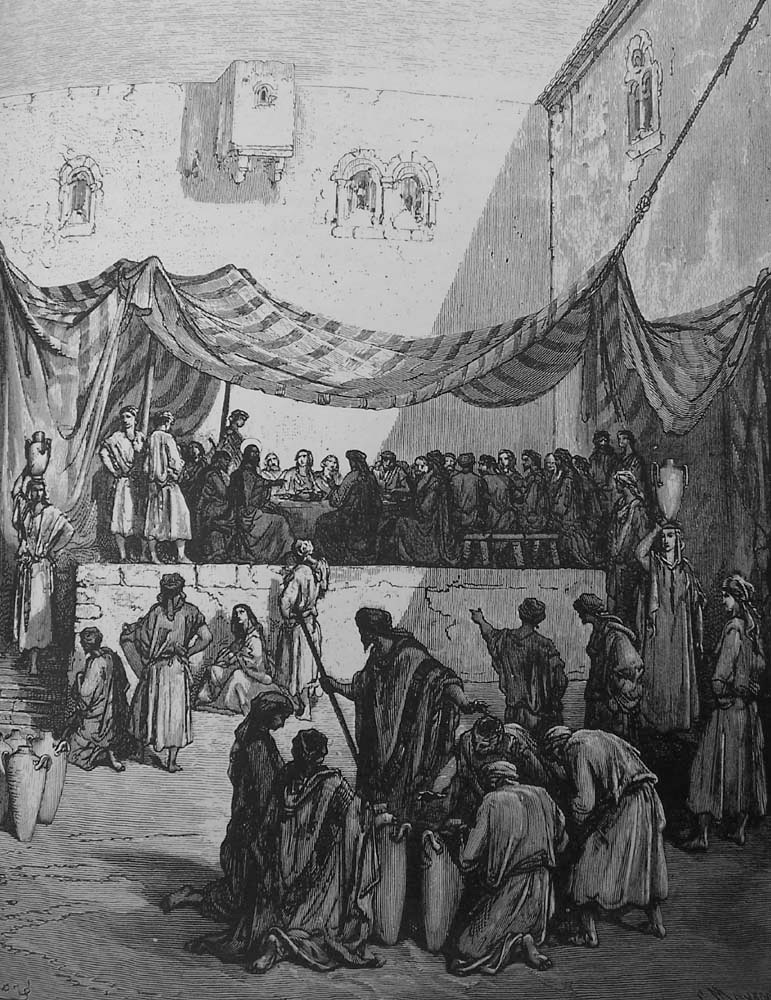
Illustration de Gustave Doré

## Fiche technique
- Mise en scène : Lucien Nonguet, sous la direction de Ferdinand Zecca.
- Décors : Vasseur et Gaston Dumesnil[2]
- Photographie : Camille Legrand et Wormser[2].
- Production : Charles Pathé
- Société de production et de distribution : Pathé Frères

## Distribution
- Mme Moreau : la Vierge Marie.
- M. Moreau : Joseph.

## Coloriage au pochoir
Le coloriage du film est réalisé par Segundo de Chomón dans son atelier de Barcelone. Un pochoir par couleur est découpé dans des positifs de série par des ouvrières exercées, puis superposé au film pour application de la couleur d'aniline au pinceau.